# Thư tình

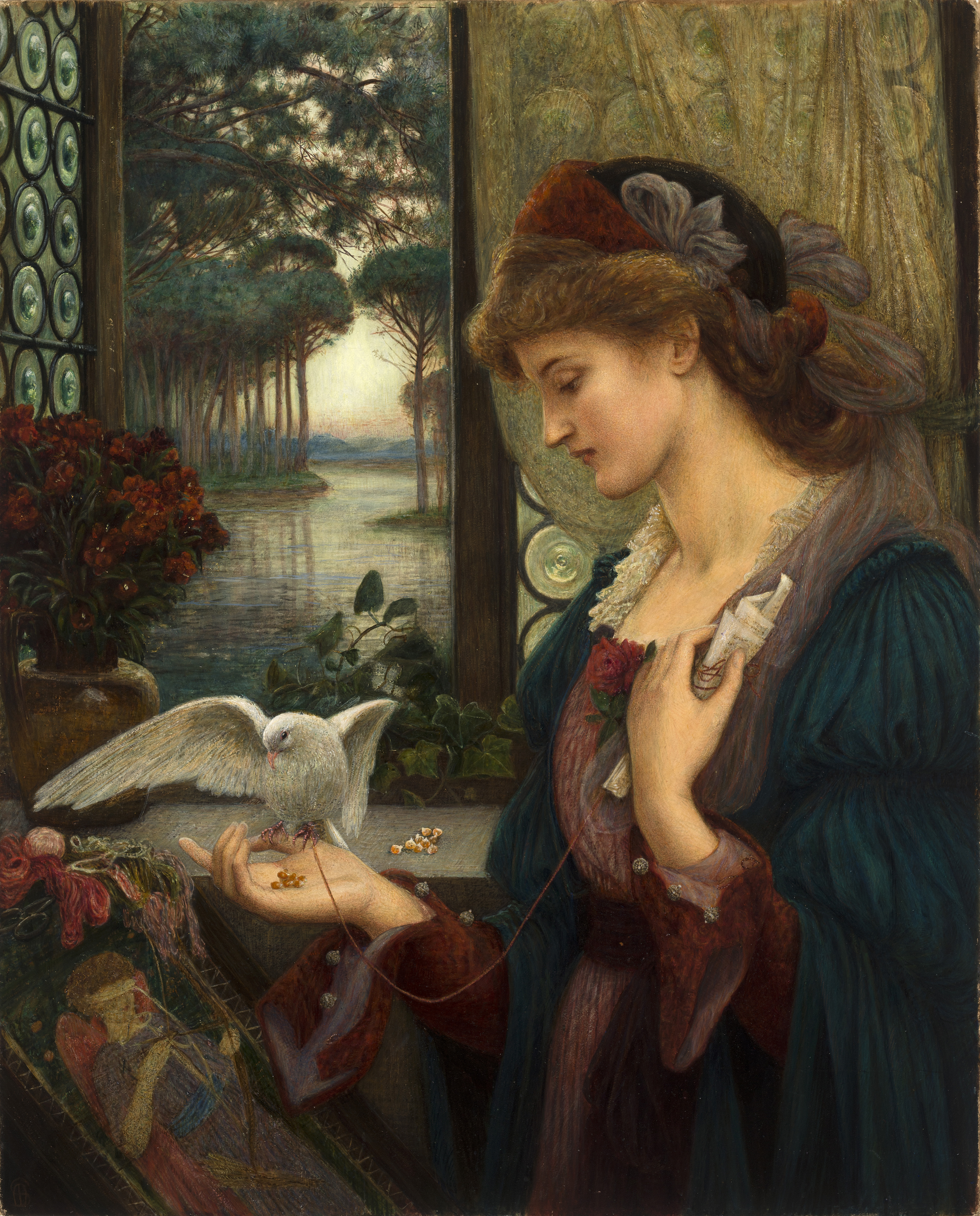
Họa phẩm về một thiếu nữ đọc thơ tình từ một chú bồ câu đưa thư

Thư tình hay bức thư tình, cũng hay dùng là cánh thư tình là một lá thư có nội dung bày tỏ tình cảm, cảm xúc, tình yêu (lời tỏ tình) của một người gửi đến người tình của mình hoặc người mình yêu thương và thường được trình bày, diễn tả với nội dung, ngôn từ lãng mạn, đầy trữ tình qua những lời có cánh và những lời lẽ yêu thương. Thư tình được chuyển đến cho người đọc bằng hình thức trao tay, nhờ đưa hộ, dùng bồ câu đưa thư và ngày nay là các dịch vụ đặc biệt của bưu điện hay thư điện tử và thậm chí là tin nhắn điện thoại. Bức thư tình lan tỏa cảm xúc và đi đến từ cảm xúc này đến trạng thái cảm xúc khác, từ nổi khắc khoải, hy vọng, trông ngóng đến trạng thái thất vọng, đau buồn, tuyệt vọng và cảm xúc mãnh liệt, phẫn nộ. Thư tình là một hình ảnh đẹp trong văn chương, thơ ca (thể loại thơ tình, văn chương ngôn tình), hội họa, phim ảnh, âm nhạc. Hình ảnh một thiếu nữ đọc thơ tình và mỉm cười hay e lệ là hình ảnh được nhiều nhà hội họa sáng tác. Nhiều nhà văn, nhà thơ cũng nổi tiếng với những bức thư gởi cho người tình của mình.